# Кирххаймболанден
Кирххаймболанден (нем. Kirchheimbolanden) — город в Германии, районный центр, расположен в земле Рейнланд-Пфальц.
Входит в состав района Доннерсберг. Подчиняется управлению Кирххаймболанден. Население составляет 7695 человек (на 31 декабря 2010 года). Занимает площадь 26,36 км². Официальный код — 07 3 33 039.

## Известные уроженцы
- Георг фон Ноймайер (1826 — 1909) —  немецкий полярный исследователь и учёный.
- Ойген Вольф (1850 —1912) — немецкий журналист и путешественник.

## Галерея

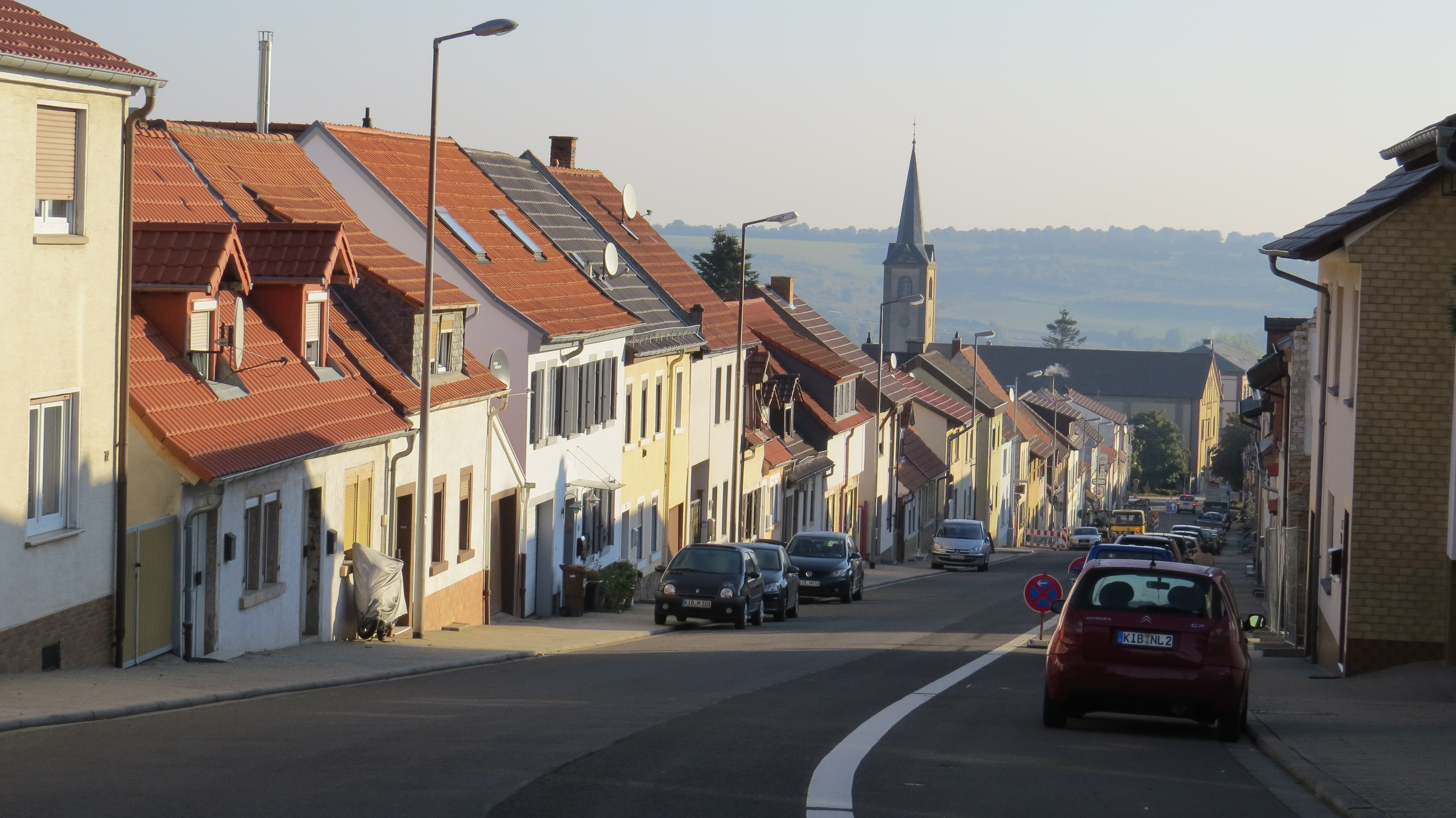
Брайтштрассе
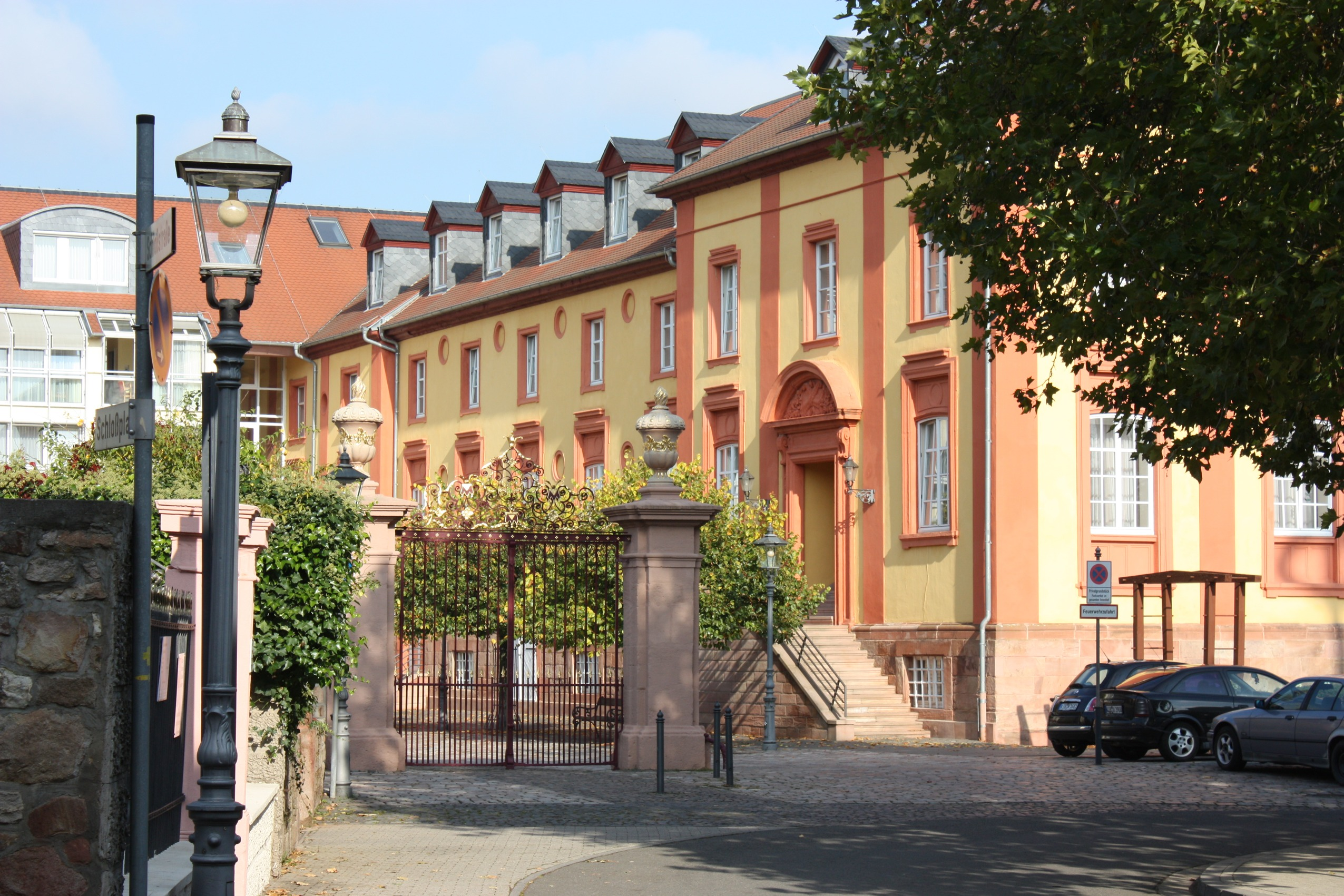
Schloss Kirchheimbolanden сегодня является домом престарелых
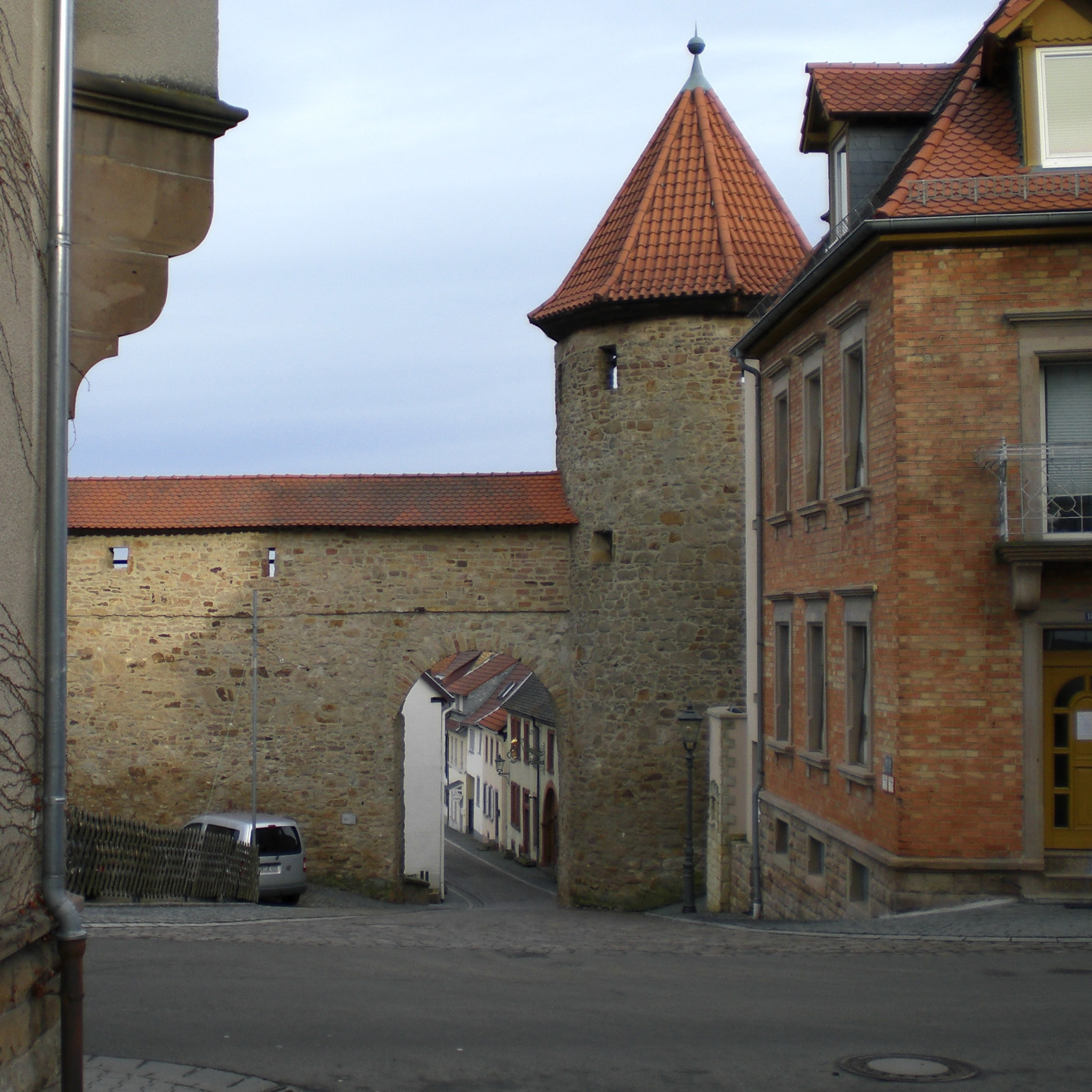
Западная часть городской стены
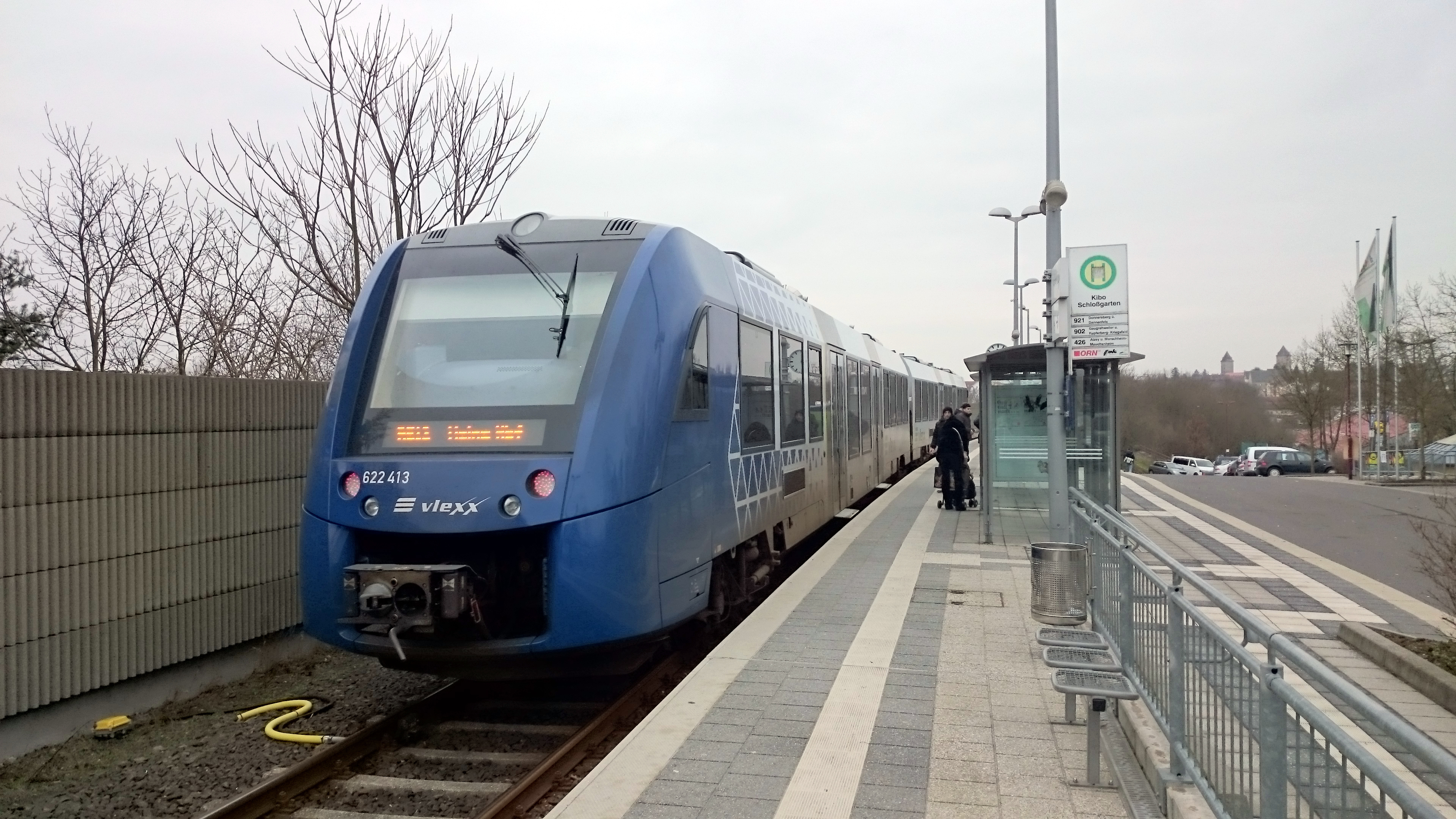
Железнодорожная станция